# Доказательство жизни
«Доказа́тельство жи́зни» (англ. Proof of Life) — американский фильм 2000 года режиссёра Тэйлора Хэкфорда. В главных ролях снялись Мег Райан, Рассел Кроу и Дэвид Морс. Фильм посвящён памяти дублёра Кроу — Уилла Гаффни, погибшего при съёмках картины.

## Сюжет
Элис Боумен (Мег Райан) переезжает в вымышленную латиноамериканскую страну Текала, потому что её муж, Питер (Дэвид Морс), был нанят на строительство дамбы. Хотя Элис не нравится новое место, она решает остаться. Однажды, когда Питер находился в городе, колонна автомобилей попадает в засаду к мятежникам Освободительной армии Текалы. Полагая, что он работает на нефтяную компанию, партизаны похищают и его. Терри Торн (Рассел Кроу), бывший английский спецназовец, прибывает в Текалу как эксперт по переговорам с похитителями от страховой компании. Но выясняется, что компания Питера не продлила договор со страховой компанией, более того — компания, на которую работал Питер, обанкротилась. Несмотря на уговоры Элис, Терри покидает страну. Тогда Элис знакомится с местным переговорщиком, который убеждает её заплатить $50,000 выкупа. Не зная, что делать, она соглашается, но сделку остановил Торн, вернувшийся помочь. После нескольких месяцев переговоров похитители соглашаются отпустить Питера за $650 000. Тем временем Питер в джунглях знакомится с другим заложником, Кесслером, ветераном Французского Иностранного легиона, похищенным девятнадцать месяцев назад. Вместе они решают бежать из плена. В итоге Кесслеру удаётся убежать, а Питера возвращают обратно. Кесслеру удаётся убедить представителя компании провести военную операцию против выдуманного нападения повстанцев на нефтепровод. Во время боя Терри вместе с бывшими спецназовцами освобождают Питера вместе с заложником-итальянцем.

## В ролях
- Мег Райан — Элис Боумен
- Рассел Кроу — Терри Торн
- Дэвид Морс — Питер Боумен
- Памела Рид — Дженис Гудмен
- Дэвид Карузо — Дино
- Энтони Хилд — Тед Феллнер
- Майкл Бирн — Лорд Лутен
- Стэнли Андерсон — Джерри
- Готфрид Йон — Эрик Кесслер
- Алан Армстронг — Уайатт
- Майкл Китчен — Йен Хэвери
- Марго Мартиндейл — Айви
- Марио Эрнесто Санчес — Артуро Фернандес
- Пьетро Сибилле — Хуако
- Вики Эрнандес — Мария
- Норма Мартинес — Норма
- Збигнев Замаховски
- Дмитрий Шевченко — русский сержант
- Александр Балуев — русский офицер

## Отзывы
Стивен Холден, кинокритик The New York Times, написал: «В фильме нехватка эмоциональной связи между персонажами в любовном треугольнике. Фильм элегантный, но бессердечный и плоский». Критик Дэвид Ансен дал фильму смешанный обзор, сказав, что «доказательство жизни оставляет желать лучшего». Rotten Tomatoes присудил картине 39 % на основе 110 голосов.

## Релиз
Картина вышла в прокат в США 8 декабря 2000 года и демонстрировалась в 2705 кинотеатрах. За первый уик-энд фильм собрал $10,207,869, а общие сборы в США составили $32,598,931. Общемировые сборы составили $30,162,074.